# Cerkiew św. Jozafata Kuncewicza w Kruklankach
Cerkiew św. Jozafata Kuncewicza w Kruklankach – cerkiew greckokatolicka w Kruklankach, w województwie warmińsko-mazurskim. 
Jest to nowoczesna świątynia wybudowana w latach 1998-2002 według projektu Bohdana Boberskiego z Warszawy. Wewnątrz świątyni znajduje się współczesny ikonostas. Cerkiew mieści się przy ulicy Wodnej.